# Lluchmayor
Lluchmayor fou un setmanari fundat pel Cercle d'Obrers Catòlics de Llucmajor, Mallorca, l'abril del 1912 inicialment amb el nom Lluchmajor que passà al definitiu l'abril del 1913 simplement per motius de presentació de la portada. Se subtitulava Semanario bilingüe de intereses morales y materiales i es redactava en català i castellà. Fou publicat fins al 1915 i continuat per l'Heraldo de Lluchmayor.
Estava centrat en la informació local de Llucmajor, criticà el socialisme i polemitzà, el 1912, amb el periòdic satíric llucmajorer de tendència esquerrana La Escoba. En foren col·laboradors habituals Guillem Aulet Pericàs, Francesc Benages, Sebastià Guasp, Pere Joan Horrach Puig, Francesc Pomar, Andreu Pont Llodrà i Maria Antònia Salvà.